# Сланицький острів
Сланицький острів (словац. Slanický ostrov) — невеликий острів на водосховищі Орава в Словаччині.
Острів утворився у 1954 році. після затоплення водосховища на річці Орава. Це вершина пагорба, на якому раніше лежало село Сланиця (слов. Slanica), яке затоплене водами озера. Острів поріс деревами та кущами, що надає території паркового характеру. На острові збереглася церква Воздвиження Святого Хреста, яка збудована у 1766—1769 роках, спочатку як невелика барокова каплиця. У 1843 р. каплицю розширили до класицистичної церкви з двома вежами спереду та прибудованою каплицею. Барокове оздоблення костелу залишається під опікою Оравської галереї, яка створила в церкві постійну виставку оравського народного мистецтва (скульптури та живопису). Звідси виникла народна назва Ostrov umenia (Острів мистецтва). Колекція включає роботи з колекцій художниці Матильди Чехової та Галереї Орава. Протягом літнього сезону в церкві відбуваються концерти в рамках «Оравського музичного літа».
Біля церкви знаходиться виставка оравського народного каменярства. У родинній усипальниці Клиновських можна побачити невелику виставку, яка нагадує про історію сіл, затоплених водами водосховищ.
Біля костелу встановлено пам'ятник із бронзовою скульптурою Антона Бернолака — мовознавця, першого кодифікатора словацької мови, вихідця зі Сланиці.
У 1973 році весь острів разом з усіма існуючими на ньому об'єктами отримав статус пам'ятника природи.
На острів можна дістатися на човні, який у літній сезон відпливає від пристані Slanická Osada на південно-західному березі озера.